# Semitextulariinae
Semitextulariinae es una subfamilia de foraminíferos bentónicos de la familia Semitextulariidae, de la superfamilia Palaeotextularioidea, del suborden Fusulinina y del orden Fusulinida. Su rango cronoestratigráfico abarca desde el Givetiense (Devónico medio) hasta el Fameniense (Devónico superior).

## Discusión
Clasificaciones más recientes incluyen Semitextulariinae en la auperfamilia Semitextularioidea, del auborden Earlandiina, del orden Earlandiida, de la subclase Afusulinana y de la clase Fusulinata.

## Clasificación
Semitextulariinae incluye al siguiente género:
- Semitextularia †